# Haplomitrium
Haplomitrium là một chi rêu trong họ Haplomitriaceae.